# Парадокс кошки с маслом
Парадо́кс ко́шки с ма́слом — шуточный псевдопарадокс, основанный на двух народных мудростях:
- кошки всегда приземляются на лапы (задача о падающей кошке);
- бутерброд всегда падает маслом вниз (закон бутерброда или закон подлости).

Противоречие возникает, если рассмотреть кошку, к спине которой прикреплён бутерброд (маслом вверх), падающую на пол.

## Мысленный эксперимент
Парадокс представляет особый интерес, если предположить, что кошки действительно всегда приземляются на лапы, а все бутерброды падают маслом вниз (что, очевидно, не соответствует действительности).
Некоторые в шутку утверждают, что результатом эксперимента станет антигравитация. По их словам, падение кошки замедлится с приближением к земле, а она начнёт вращаться, пытаясь приземлиться на лапы, но в то же время и на масло бутерброда. В конце концов, она должна достигнуть стабильного состояния, вися недалеко от земли и вращаясь с большой скоростью. Это, однако, было бы возможно только при отсутствии воздуха, иначе, по закону сохранения энергии, сопротивление воздуха вращению должно было бы исчерпать гравитационную энергию падения.
Также существует мнение, что кошка слижет масло с бутерброда и приземлится на лапы.

Дональд Е. Симанек в Science Askew прокомментировал этот феномен:
На самом деле никакого противоречия нет. Даже если предположить, что кошки всегда приземляются на лапы, а бутерброды с маслом всегда падают маслом вниз, то в первом случае на лапы приземлится кошка, а бутерброд так и останется «не упавшим». Во втором — маслом вниз упадёт бутерброд, а кошка будет «не упавшей». Ну, а какой из вариантов наиболее вероятен — это сильно зависит от начальных условий. Правда, остаётся ещё вариант падения этой «конструкции» из кошки и бутерброда на бок, но он не рассматривается, поскольку мы предполагаем абсолютную истинность первых двух утверждений.
Второй вариант разрешения противоречия, предложенный В. Ножновым, заключается в том, что кошка с привязанным бутербродом является составным объектом и поэтому не может являться «кошкой» в первом правиле или «бутербродом» из второго правила. То есть правила «бутерброда» или «кошки» определены только для отдельных элементов типа «кошка» или «бутерброд». В противном случае, железнодорожный рельс или грузовик с привязанным бутербродом должен был бы упасть маслом вниз. На языке физики это означает, что для ремешка, связывающего кота и бутерброд, неприменима модель абсолютно твёрдого тела.

## В культуре
Парадокс кошки с маслом обыгрывается в рекламе энергетического напитка Flying Horse